# Kourtney Treffers
Kourtney Treffers (Den Helder, 8 augustus 1994) is een Nederlandse basketbalster spelende bij Den Helder SUNS. Eerder speelde ze bij diverse clubs in Spanje, Italië, Polen en België. Ook kwam ze meerdere malen uit voor de Orange Lions. Haar broer Quincy Treffers was ook profbasketballer.

## Carrière
Treffers begon haar carrière bij HLB Accountants Den Helder. In 2011 vertrok ze naar het Spaanse Rivas Ecópolis waar ze voornamelijk voor het jeugdteam speelde. In 2012 vertrok ze naar Battipaglia in Italië waar ze met haar team twee seizoenen in de tweede divisie speelde voordat ze naar het hoogste niveau promoveerden. Na nog twee seizoenen voor de Italiaanse club vertrok ze in 2016 naar Ślęza Wrocław waarmee ze in 2017 kampioen werd op het hoogste niveau. Na een jaar bij Le Mura Lucca in Lucca, Italië verkaste ze in 2019 naar Royal Castors Braine uit het Belgische Eigenbrakel. Met die ploeg speelde ze in de EuroLeague op het hoogste Europese niveau. In 2020 koos ze voor een maatschappelijke carrière bij de Koninklijke Marine en besloot ze haar basketbalcarrière voort te zetten bij Dozy BV Den Helder waarmee ze in 2021 en 2022 landskampioen werd. Ook werd ze in 2022 uitgeroepen tot beste forward en beste 'import player' van de eredivisie. Ze vertrok bij de marine en in het seizoen 2022/2023 speelde ze weer voor Le Mura Lucca in Italië. Het seizoen erna speelde ze voor Movistar Estudiantes uit Madrid waar ze na het scheuren van haar voorste kruisband een groot deel van het seizoen niet meer in actie kwam.

## Erelijst
- Kampioen van Polen (2017)
- Kampioen van Nederland (2021, 2022)

## Statistieken
Women's Basketball League
| Jaar      | Team                       | GS | MPW | 2P% | 3P% | VW%  | RPW | APW | SPW | BPW | PPW  |
| --------- | -------------------------- | -- | --- | --- | --- | ---- | --- | --- | --- | --- | ---- |
| 2009-2010 | HLB Accountants Den Helder | 35 |     |     |     | 66.0 |     |     |     |     | 3.5  |
| 2010-2011 | HLB Accountants Den Helder | 24 |     |     |     | 53.4 |     |     |     |     | 13.5 |
| 2020-2021 | Dozy BV Den Helder         | 21 |     |     |     | 54.2 |     |     |     |     | 14.6 |
| 2021-2022 | Dozy BV Den Helder         | 26 |     |     |     | 52.6 |     |     |     |     | 19.2 |